# Goniobranchus tennentanus
Goniobranchus tennentanus is een slakkensoort uit de familie van de Chromodorididae. De wetenschappelijke naam van de soort is voor het eerst geldig gepubliceerd in 1859 door Kelaart.